# Знаменка (Тамбовская область)
Зна́менка — посёлок городского типа, административный центр Знаменского района Тамбовской области России.
Образует муниципальное образование Знаменский поссовет со статусом городского поселения как единственный населённый пункт в его составе.
Население — 5525 жителей, (2021 год).

## Топоним
Название происходит от церкви, построенной в 1745 г. в честь иконы Знамени Божией Матери. Однако первоначальное название было Кариа́н-Загряжское, затем — Кариа́н-Знаменское, и лишь в 1918 г. за селом закрепилось название Знаменка.

## География
Расположен в 45 км южнее Тамбова, в 3 км восточнее автодороги М6 «Каспий», на реке Цна.
Климат умеренно-континентальный, средняя температура января -11,5о С, июля +20о С, продолжительность вегетационного периода - 189 суток, годовое количество осадков колеблется от 350 до 700 мм.

## История
Населённый пункт впервые упоминается в 1700 году.
Статус посёлка городского типа — с 1971 года.

## Население
| 1959  | 1970  | 1979  | 1989  | 2002  | 2009  | 2010  | 2012  | 2013  |
| ----- | ----- | ----- | ----- | ----- | ----- | ----- | ----- | ----- |
| 2749  | ↘2333 | ↗6482 | ↗9540 | ↘9210 | ↘8518 | ↘6167 | ↘6124 | ↗6130 |
| 2014  | 2015  | 2016  | 2017  | 2018  | 2019  | 2020  | 2021  |       |
| ↗6205 | ↘5996 | ↘5803 | ↘5635 | ↘5623 | ↘5413 | ↘5234 | ↗5525 |       |

Национальный состав
По итогам переписи населения 2020 года проживали следующие национальности (национальности менее 0,1 % и другое, см. в сноске к строке «Другие»):
| Национальность | Численность, чел. | Доля     |
| -------------- | ----------------- | -------- |
| Русские        | 5287              | 95,69 %  |
| Армяне         | 34                | 0,62 %   |
| Украинцы       | 20                | 0,36 %   |
| Азербайджанцы  | 17                | 0,31 %   |
| Татары         | 8                 | 0,14 %   |
| Цыгане         | 7                 | 0,13 %   |
| Узбеки         | 7                 | 0,13 %   |
| Другие         | 145               | 2,62 %   |
| Итого          | 5525              | 100,00 % |

## Известные жители
В 1812 году здесь родилась Наталья Гончарова, будущая жена А. С. Пушкина.
В Знаменке ребёнком жила Татьяна Юрьевна Зорина (род. 28 марта 1956 в Читинской области) — советская и российская театральная артистка-вокалистка, певица, педагог, народная артистка России, заслуженная артистка РСФСР, солистка Новосибирского театра оперы и балета.
- Петрова Татьяна Ивановна (род. 1952) — российская художница по национальной вышивке, модельер, заслуженный художник Чувашской Республики.
- Сапогов, Александр Ильич (1920—2008) — советский библиотековед и библиограф.

## Экономика
- Сахарный завод

Главным промышленным предприятием в Знаменке является сахарный завод, который был образован в 1972 году с начальной производственной мощностью 3000 тонн свёклы и 650 тонн сахара-сырца в сутки, обусловленной наличием высококачественного польского оборудования фирмы «ЦЕКОП».
- В 1913 г. купец Вдовин построил Кариан-Строгановский элеватор, а в 1929 г. в нём были открыты дополнительные хранилища на 3600 тонн зерна.
- На первые паевые взносы колхозов и совхозов района в 1965 г. был создан кирпичный завод. Производительность предприятия составляла 3 млн штук в сезон.
- В 1971 г. в Знаменском районе был введён в эксплуатацию хлебозавод, где работало три цеха: безалкогольный, колбасный и хлебобулочный.
- В 1990 г. был открыт кондитерский цех.
- Молокозавод, расположенный на территории с. Воронцовка, начал свою работу в 1930 г. как приёмный пункт молока. За время своего существования он превратился в предприятие, который играл значительную роль в снабжении молочными продуктами.

Большую роль в жизни района играет железнодорожный транспорт. Станция Кариан-Строганово возникла ещё в дореволюционные годы.

## Достопримечательности
- Памятник воинам, погибшим в годы Великой Отечественной войны.

9 мая 1971 г. в райцентре по проекту Тамбовского архитектора Лебедева был воздвигнут памятник в честь погибших.
- Усадьба «Кариан» — место рождения Натальи Гончаровой, жены А. С. Пушкина
- Гордостью района является парк, заложенный в XVIII веке. Парк дошёл до нас примерно в той же конфигурации, но меньшей площади. Некоторым деревьям более двухсот лет. Сохранились древесно-кустарниковые породы, в том числе: дуб черемчатый, липа мелколистная, липа крупнолистная, берёза бородавчатая, берёза пушистая и другие. Парк имеет большое научное, познавательное и эстетическое значение, важна его оздоровительная роль.

## Галерея

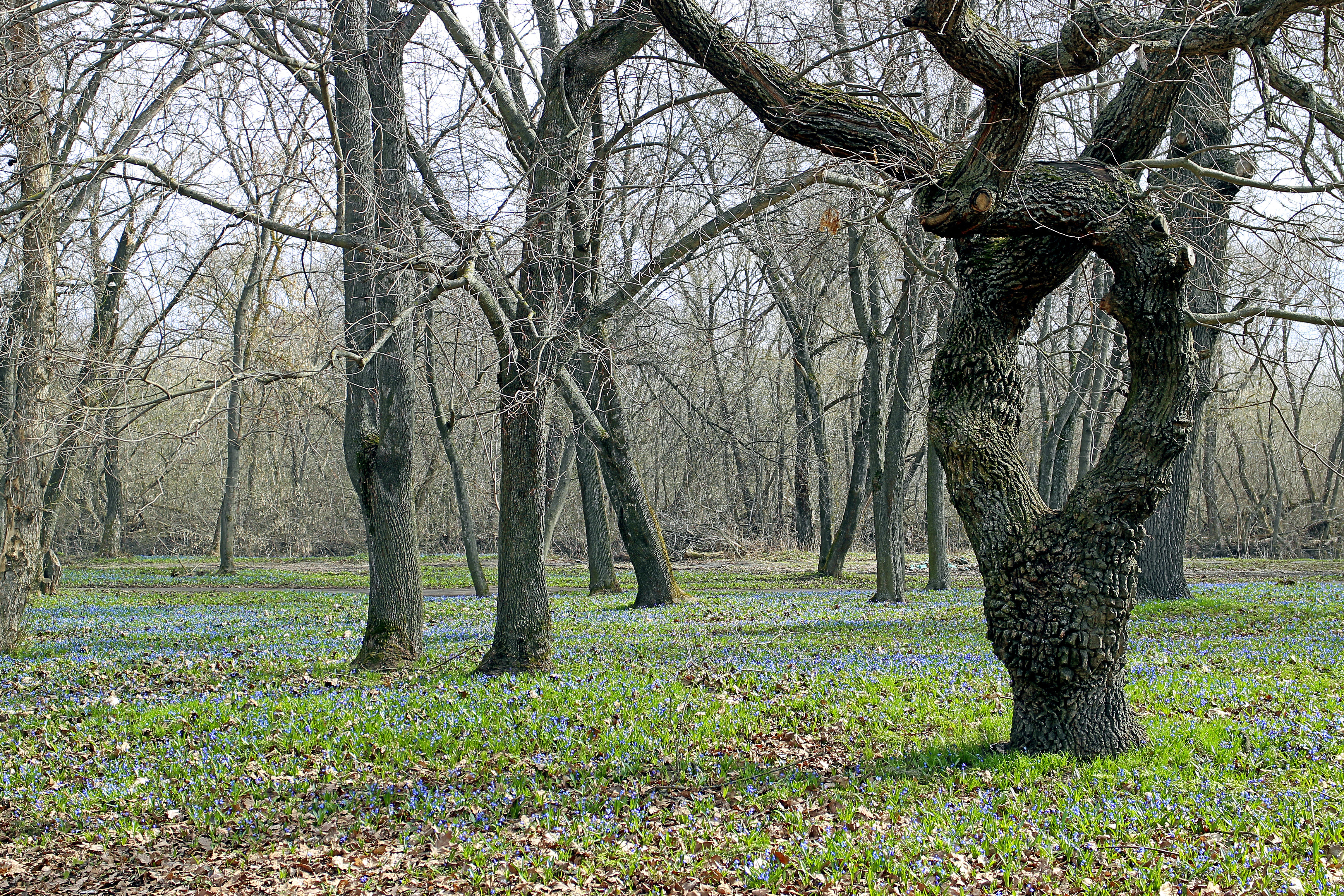
Парк в Знаменке
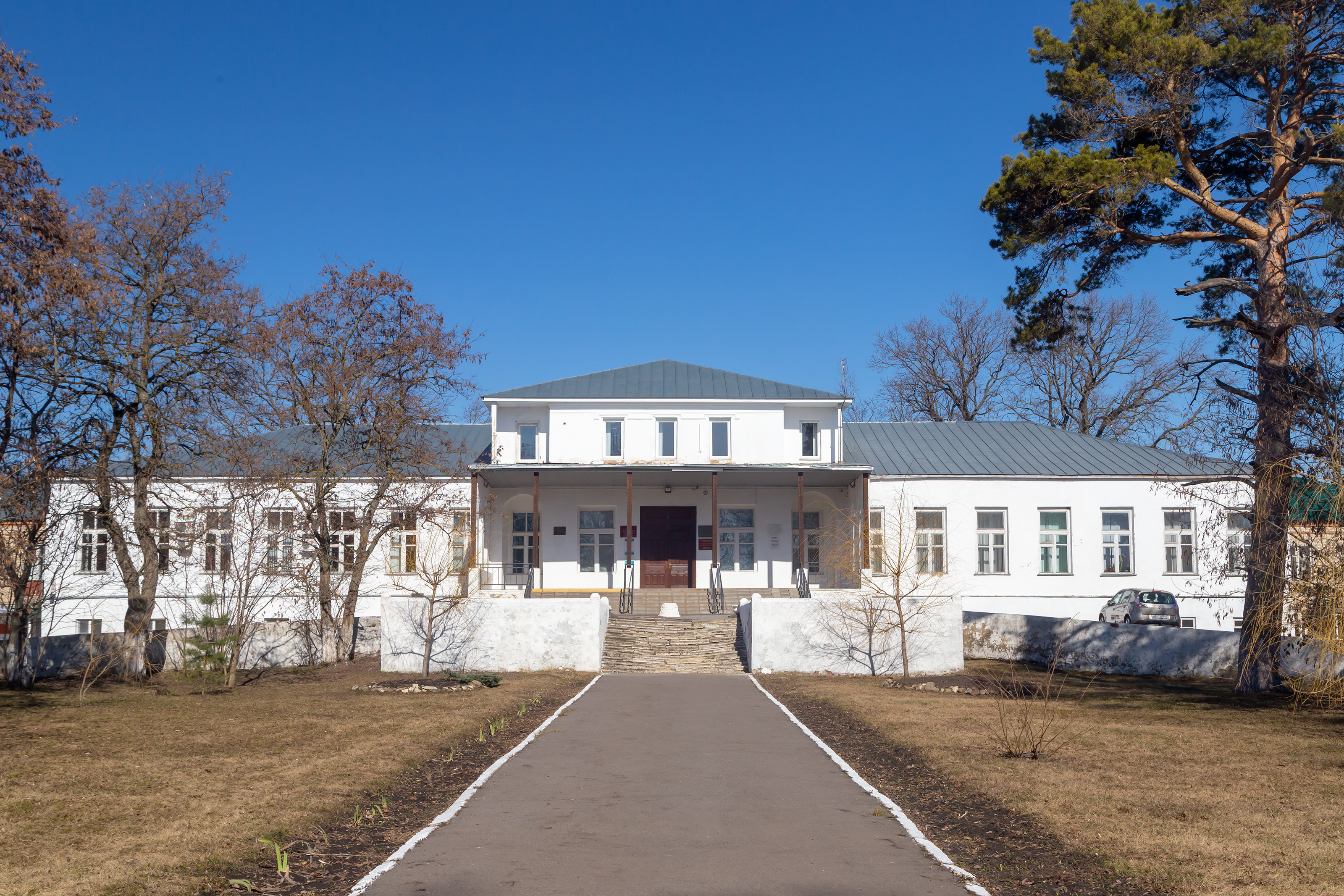
Усадьба «Кариан»
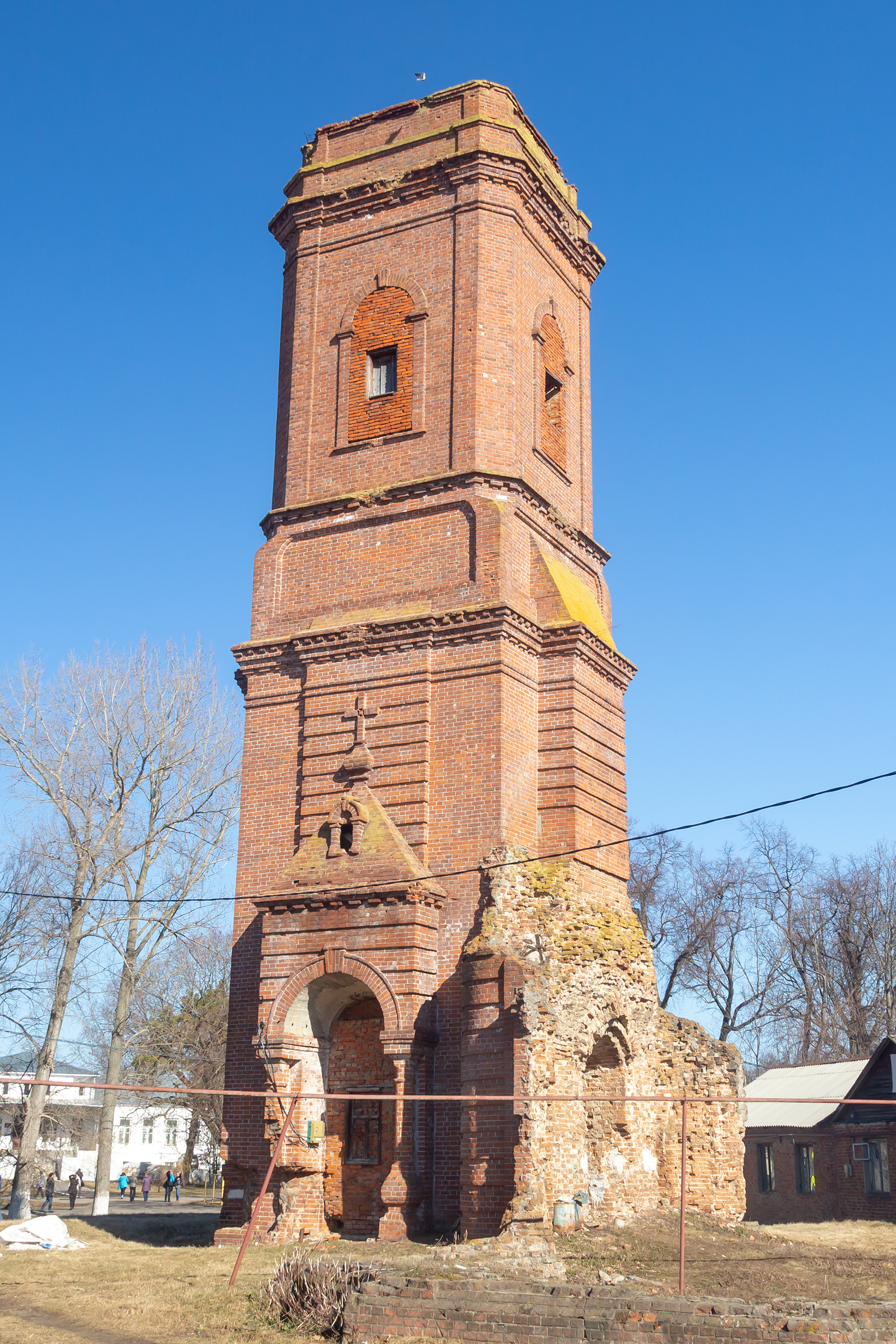
Колокольня Знаменской церкви
Воинский мемориал